# José Maria Usandizaga
José Maria Usandizaga Soraluce (San Sebastián, 31 maart 1887 – San Sebastián, 6 oktober 1915) was een Spaanse pianist en componist.

## Levensloop
Usandizaga's talent werd al op vroege leeftijd duidelijk. Zijn moeder was pianiste en gaf hem zijn eerste lessen. Zijn vader was de consul van Uruguay. In 1896 meldden zijn ouders hem aan voor het Conservatorio Superior de Música de San Sebastián, waar hij studeerde bij Beltrán Pagola. Op zijn veertiende ging hij naar de Schola Cantorum de Paris, waar hij piano studeerde bij Gabriel Grovlez en Francis Planté en compositie bij Vincent d'Indy, en waar Charles Bordes zijn belangstelling voor de muziek van zijn geboorteland Baskenland met hem deelde.
Als begaafd pianist leek hij voorbestemd tot een solocarrière, totdat reumatische aandoeningen en een handkwetsuur hem het regelmatig spelen onmogelijk maakten. Daarom legde hij zich toe op het componeren, waarbij hij een voorkeur had voor Baskische thema's.
In 1906 keerde hij terug naar Spanje en werd al snel een van de leidende figuren in de theaterwereld, dankzij de impact van de opera’s die hij in zijn korte leven schreef, waarvan er twee na zijn dood werden voltooid door zijn broer Ramón. Hij stierf op 28-jarige leeftijd in zijn geboortestad aan tuberculose.

## Composities

### Werken voor orkest
- 1904 Suite in A, op. 14
- 1906 Euskal festara, mars
- 1906 Irurak-bat, rapsodie, op. 35
- 1908 Fantasía, voor cello en piano (orkestratie samen met zijn broer, Ramón Usandizaga)
- 1912 Hassan y Melihah, fantastische dans
- Fantasía y Danza
- En la Mar
- Rhapsodie over drie Baskische liederen
- Symfonische ouverture op een Gregoriaans thema

### Werken voor banda (harmonieorkest)
- 1906 Bidasoa
- Pantomima uit de opera "Las Golondrinas"

### Muziektheater

#### Opera's
| Voltooid in | titel                                                         | aktes        | première                                      | libretto                 |
| ----------- | ------------------------------------------------------------- | ------------ | --------------------------------------------- | ------------------------ |
| 1910        | Mendi Mendiyan (Hoog in de bergen)                            | 3 en epiloog | 1910, Bilbao, Teatro Campos Eliseos de Bilbao | José Power               |
| 1912        | Costa brava                                                   |              |                                               |                          |
| 1918        | La Llama (De vlam); voltooid door zijn broer Ramón Usandizaga | 3            | 1918, San Sebastian                           | Gregorio Martínez Sierra |

#### Zarzuela
| Voltooid in | titel                                                                | aktes | première                                              | libretto                                   |
| ----------- | -------------------------------------------------------------------- | ----- | ----------------------------------------------------- | ------------------------------------------ |
| 1914        | Las Golondrinas (De zwaluwen); samen met zijn broer Ramón Usandizaga | 3     | 4 februari 1914, Madrid, Teatro Circo-Price de Madrid | Gregorio Martínez Sierra, Santiago Rusiñol |

### Vocale muziek

#### Werken voor koor
- Ume Zurtza (El Huérfano), voor sopraan, tenor, gemengd koor en orkest
- Itzayá, voor koor a capella
- Missa, voor vierstemmig koor

### Kamermuziek
- (1905) Cuarteto de cuerdas, sobre temas populares vascos, strijkkwartet in G, Op. 31
- Fantasía voor violoncello en piano (1908), later georkestreerd

### Piano
- (1905) Pièces pour piano,
- Impromptu en La
- (1909) Rapsodia Vascongada
- (1910) Jota
- (1911) Hassan y Melihah, Fantasía-danza
- (1914) En la aldea están de fiesta

## Publicaties
- Luis Villalba Muñoz: José María Usandizaga.... Madrid. Librería de la Viuda de Pueyo, 1918. 32 p.
- José Luis Ansorena Miranda: José María Usandizaga - Catálogos de compositores. Madrid. Fundación Autor y ERESBIL, Archivo de Compositores Vascos, 1998. 59 p.

- Biblioteca Nacional de España: XX891454
- Bibliothèque nationale de France: cb137509578 (data)
- Gemeinsame Normdatei: 135211549
- International Standard Name Identifier: 0000 0000 8366 8401
- Library of Congress Control Number: n82020513
- MusicBrainz: 83763369-2500-4eb1-aba6-fb426b1c59ce
- Système universitaire de documentation: 156995557
- Virtual International Authority File: 27247007
- WorldCat: E39PBJcGjrjXhh9qbbQmM8QKBP